# Карл Гаєр
Карл Гаєр (нім. Karl Geyer, 24 березня 1899, Відень — 21 лютого 1998) — австрійський футболіст, що грав на позиції захисника. По завершенні ігрової кар'єри — тренер.
Виступав, зокрема, за клуб «Аустрія» (Відень), а також національну збірну Австрії.
Дворазовий чемпіон Австрії. Чотириразовий володар Кубка Австрії.

## Клубна кар'єра
У дорослому футболі дебютував 1919 року виступами за команду клубу «Вінер Атлетік», в якій провів один сезон. 
У 1920 році перейшов до клубу «Аустрія» (Відень), за який відіграв 8 сезонів. За цей час двічі виборював титул чемпіона Австрії, ставав володарем Кубка Австрії. Завершив професійну кар'єру футболіста виступами за команду «Аустрія» (Відень) у 1928 році.

## Виступи за збірну
У 1921 році дебютував в офіційних матчах у складі національної збірної Австрії. Протягом кар'єри у національній команді, яка тривала 8 років, провів у її формі 17 матчів.

## Кар'єра тренера
Розпочав тренерську кар'єру відразу ж по завершенні кар'єри гравця, 1928 року, очоливши тренерський штаб клубу «Вінер Атлетік».
У 1934 році став головним тренером команди «Ваккер» (Відень), тренував віденську команду одинадцять років.
Згодом протягом 1938–1939 років очолював тренерський штаб клубу «Бранн».
У 1945 році прийняв пропозицію попрацювати у клубі «Аустрія» (Відень). Залишив віденську команду того ж року.
Протягом тренерської кар'єри також очолював команду клубу «Донау».
Останнім місцем тренерської роботи була збірна Австрії, головним тренером команди якої Карл Гаєр був з 1955 по 1956 рік.
Помер 21 лютого 1998 року на 99-му році життя.

## Титули і досягнення
- Чемпіон Австрії (2):

«Аустрія» (Відень): 1923-1924, 1925-1926
- Володар Кубка Австрії (4):

«Аустрія» (Відень): 1920-1921, 1923-1924, 1924-1925, 1925-1926